# 特雷莎·弗拉西内蒂
特雷莎·弗拉西内蒂（義大利語：Teresa Frassinetti，1985年12月24日—），意大利水球运动员。她曾代表意大利国家队参加2008年、2012年和2016年夏季奥林匹克运动会水球比赛，其中2016年奥运会获得一枚银牌。